# Store Økssø
Store Økssø är en humusrik sjö i Danmark. Den ligger i Region Nordjylland, i den norra delen av landet. Store Økssø ligger 66 meter över havet. Arean är 0,22 kvadratkilometer och sjön sträcker sig 0,6 kilometer i såväl nord-sydlig som öst-västlig riktning.
Omgivningarna runt Store Økssø är en mosaik av jordbruksmark och blandskog.